# Naporistyj
Naporistyj ros. Напористый – radziecki niszczyciel projektu 56, zmodyfikowany według projektu 56PŁO. W służbie od 31 października 1957 do 30 lipca 1987 roku, aktywny głównie na Morzu Śródziemnym.

## Budowa i opis techniczny

### Budowa i stan pierwotny
„Naporistyj” został zbudowany (pod numerem 1208) w Stoczni im. 61 Komunardów w Mikołajowie, stępkę położono 17 sierpnia 1955 roku. Okręt został zwodowany 30 grudnia 1956 roku, służbę rozpoczął 31 października 1957 roku. 
Niszczyciel charakteryzował się całkowitą długością 126 metrów (117,9 m na linii wodnej), szerokość wynosiła 12,76 metra, zaś zanurzenie maksymalnie 4,2 metra. Wyporność jednostki to: 2667 ton (standardowa), 2949 ton (normalna) i 3249 ton (pełna).
Napęd stanowiły 2 turbiny parowe TW-8 o mocy 72 000 KM oraz 4 kotły parowe wodnorurkowe KW-76. Jednostka rozwijała prędkość maksymalną 38 węzłów. Przy 14 węzłach mogła ona pokonać 3850 mil morskich.
Uzbrojenie artyleryjskie okrętu składało się z 2 podwójnych dział SM-2-1 kalibru 130 mm L/58 i 4 poczwórnie sprzężonych działek przeciwlotniczych SM-20 ZIF kalibru 45 mm L/76. Niszczyciel dysponował 6 miotaczami bomb głębinowych Burun. Uzbrojenie torpedowe stanowiły 2 pięciorurowe wyrzutnie kalibru 533 mm. Okręt mógł zabierać na pokład również miny morskie.
Załogę okrętu stanowiło 284 ludzi, w tym 19 oficerów.

### Modyfikacje
Okręt zmodernizowano zgodnie z projektem 56PŁO – prace prowadzano od 8 lutego 1961 do 19 sierpnia 1962 roku w stoczni Siewmorzawod Nr 201 w Sewastopolu.
Zmiany wprowadzono głównie w uzbrojeniu okrętu. Dziobową wyrzutnię torpedową przystosowano do walki z okrętami podwodnymi, rufową wyrzutnię zdemontowano. 
Zamiast miotaczy bomb głębinowych Burun zamontowano 4 rakietowe miotacze RBU-2500. 
W trakcie remontu, już po głównej modernizacji, jako broń przeciwko rakietom lecącym na niskim pułapie, na okręcie zamontowano 2 lub 4 podwójne automatyczne działka 2M-3M kalibru 25 mm. 
Opisane zmiany zwiększyły wyporność okrętu o ok. 450 ton oraz obniżyły maksymalną prędkość jednostki do około 34 węzłów. Zmniejszyła się również liczba załogantów.

## Służba
„Naporistyj” rozpoczął służbę w składzie Floty Czarnomorskiej. W kwietniu 1970 roku uczestniczył w manewrach Okiean. W 1973 roku brał udział w ewakuacji współobywateli Egiptu. Podczas wizyt zagranicznych odwiedził Bułgarię, Etiopię, Francję i Egipt. 
Skreślony z listy okrętów 30 lipca 1987 roku, zezłomowany w Inkermanie. 
Okręt nosił kolejno numery burtowe: 224, 212, 214, 253, 250, 362, 370, 354, 370, 360, 517, 516, 358 i 518.